# Знаменское сельское поселение (Калининградская область)
 Зна́менское се́льское поселе́ние — упразднённое муниципальное образование в составе муниципального образования «Гвардейский район» Калининградской области. Административный центр поселения — посёлок Знаменск.

## География
Поселение располагалось в юго-восточной части Гвардейского района. Общая площадь — 23000 га.

## История
Знаменское сельское поселение образовано 24 февраля 2005 года в соответствии с законом Калининградской области № 502. В его состав вошла территория бывшего Знаменского сельского округа.
Законом Калининградской области от 10 июня 2014 года № 319 Гвардейское городское поселение, Знаменское сельское поселение, Зоринское сельское поселение, Озерковское сельское поселение и Славинское сельское поселение преобразованы путём их объединения во вновь образованное муниципальное образование, наделённое статусом городского округа, с наименованием «Гвардейский городской округ».

## Население
| 2002 | 2010  | 2012  | 2013  | 2014  |
| ---- | ----- | ----- | ----- | ----- |
| 5309 | ↘5147 | ↗5188 | ↗5198 | ↘5145 |

До начала Второй мировой войны на этой территории проживало 8606 человек. После войны здесь были поселены жители СССР —
русские, белорусы, украинцы, литовцы.

## Состав сельского поселения
В состав сельского поселения входило 10 населённых пунктов
- Большая Поляна (посёлок) — 298[5]
- Гордое (посёлок) — 322[5]
- Ельняки (посёлок) — 153[5]
- Знаменск (посёлок, административный центр) — 3820[9]
- Речное (посёлок) — 16[5]
- Ровное (посёлок) — 114[5]
- Ручьи (посёлок) — 85[5]
- Суходолье (посёлок) — 82[5]
- Тельманово (посёлок) — 20[5]
- Ягодное (посёлок) — 21[5]

## Образование и культура
- Три Дома культуры
- Филиал профессионального лицея № 3 города Светлого
- Средняя общеобразовательная школа в Знаменске
- Филиал детской музыкальной школы

## Достопримечательности
- Православная церковь Знамения Божьей Матери.
- Здание училища (начало XX века), и водонапорная башня в посёлке Знаменск.

Объекты культурного наследия регионального значения:
- Руины кирхи 1349 года в посёлке Знаменск.

Местного значения:
- Братская могила советских воинов, погибших в январе 1945 года в посёлке Знаменск.
- Капелла 30-х годов XX века в поселке Знаменск.
- Кирха (1877 года) в посёлке Большая Поляна.
- Памятник погибшим в годы первой мировой войны 1914—1918 годов в посёлке Большая Поляна.

## Экономика
На территории поселения действовали предприятия пищевой промышленности ЗАО «Знаменский маргариновый комбинат», ОАО «Знаменский мукомольный завод», ООО «ЗнаменскХлебоПродукт», ООО «Русская Рисовая Компания», а также ООО «Россиббалт», производящее корпусную мебель, ООО «Балтийская табачная фабрика», ООО «Старая мельница Плюс», производящее корма для животных. Сельское хозяйство представлено предприятиями, занимающимися животноводством и пчеловодством.